# Atelerix frontalis
El erizo sudafricano (Atelerix frontalis) es una especie de mamífero erinaceomorfo de la familia Erinaceidae. Es un erizo originario de los países de Angola, Botsuana, Lesoto, Malaui, Namibia, Sudáfrica, Zambia y Zimbabue. Pesa entre 260 y 600 gramos y tiene cinco dedos en cada pata. Sus púas son blancas con bandas marrones. El hocico es de color marrón oscuro y tiene una franja blanca en la frente.